# فهرست فرودگاه‌های آلبانی

نقشهٔ آلبانی

این مقاله شامل فهرست فرودگاه‌های آلبانی است.

## فرودگاه‌ها
| شهر                  | استان       | ایکائو | یاتا | نام فرودگاه                             | مختصات                                                    |
| -------------------- | ----------- | ------ | ---- | --------------------------------------- | --------------------------------------------------------- |
| فرودگاه‌های بین‌المللی | ÿ           | ÿ      | ÿ    | ÿ                                       | ÿ                                                         |
| تیرانا (Tiranë)      | Tirana      | LATI   | TIA  | فرودگاه بین‌المللی مادر ترزای تیرانا     | ۴۱°۲۴′۵۳″شمالی ۱۹°۴۳′۱۴″شرقی / ۴۱٫۴۱۴۷°شمالی ۱۹٫۷۲۰۶°شرقی |
| فرودگاه‌های داخلی     | ÿ           | ÿ      | ÿ    | ÿ                                       | ÿ                                                         |
| جیروکاستر (آلبانی)   | Gjirokastër |        |      | Gjirokastër Airport                     | ۴۰°۰۵′۱۴″شمالی ۲۰°۰۹′۱۱″شرقی / ۴۰٫۰۸۷۳°شمالی ۲۰٫۱۵۳۱°شرقی |
| کورچه (Korça)        | Korçë       | LAKO   |      | فرودگاه کرچی                            | ۴۰°۳۸′۴۵″شمالی ۲۰°۴۴′۲۹″شرقی / ۴۰٫۶۴۵۷°شمالی ۲۰٫۷۴۱۵°شرقی |
| کوکس                 | Kukës       | LAKU   |      | فرودگاه بین‌المللی شیخ زاید (کوکس)       | ۴۲°۰۲′۰۱″شمالی ۲۰°۲۴′۵۷″شرقی / ۴۲٫۰۳۳۷°شمالی ۲۰٫۴۱۵۸°شرقی |
| سارانده              | Vlorë       | LASR   |      | Sarandë Airport                         |                                                           |
| اشکودر               | Shkodër     | LASK   |      | فرودگاه اشکودر                          |                                                           |
| تیرانا               | Tirana      | LAFK   |      | بالگردگاه تیرانا                        | ۴۱°۱۸′۵۶″شمالی ۱۹°۵۳′۰۸″شرقی / ۴۱٫۳۱۵۵°شمالی ۱۹٫۸۸۵۵°شرقی |
| فرودگاه‌های نظامی     | ÿ           | ÿ      | ÿ    | ÿ                                       | ÿ                                                         |
| کوچووه               | Berat       | LAKV   |      | Kuçova Air Base (Berat-Kuçova Air Base) | ۴۰°۴۶′۱۹″شمالی ۱۹°۵۴′۰۷″شرقی / ۴۰٫۷۷۱۹°شمالی ۱۹٫۹۰۱۹°شرقی |
| لژه (Lezha)          | Lezhë       | LAGJ   |      | پایگاه هوایی جادر                       | ۴۱°۵۳′۴۳″شمالی ۱۹°۳۵′۵۵″شرقی / ۴۱٫۸۹۵۲°شمالی ۱۹٫۵۹۸۷°شرقی |
| ولوره                | Vlorë       | LAVL   |      | Vlorë Air Base                          | ۴۰°۲۸′۳۴″شمالی ۱۹°۲۸′۲۷″شرقی / ۴۰٫۴۷۶۱°شمالی ۱۹٫۴۷۴۲°شرقی |